# Adolf Fonahn

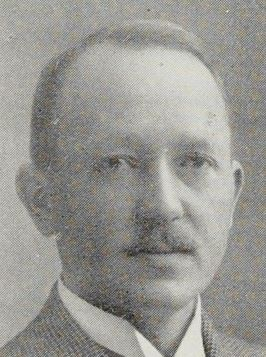
Adolf Fonahn.

Adolf Mauritz Fonahn, född den 15 juni 1873 i Hedrum, död den 21 augusti 1940 i Oslo, var en norsk medicinhistoriker och orientalist.
Fonahn blev student 1891 och candidatus medicinae 1899. Redan under studietiden ägnade han sig åt orientaliska språk, och efter att ha praktiserat som läkare en kortare tid reste han till utlandet för att studera dels dessa (assyriska, arabiska, persiska, egyptiska, sanskrit med flera), dels medicinens historia. Åren 1909–1914 var han universitetsstipendiat vid Kristiania universitet med plikt att hålla medicinhistoriska föreläsningar. Han utförde detta uppdrag så väl, att Stortinget 1914 beviljade honom ett betydande understöd till fortsatt vetenskapligt arbete, och 1917 anställdes han som docent i medicinhistoria vid universitetet i Kristiania. De studier av Orientens språk, som Fonahn med förkärlek odlade, och som föranledde, att han 1908 tilldelades Societé des savants' guldmedalj för modernt arabiskt tal- och skriftspråk, gjorde att han kunde företa undersökningar på föga tillgängliga områden. De kom honom till godo vid en rad uppsatser över drogernas historia (Orm og Ormemidler, 1905) och i några studier över assyrisk medicin. Nytt land öppnade han för den medicinhistoriska forskningen genom Zur Quellenkunde der persischen Medizin (1910), som gav anledning till undersökningar på flera ouppodlade områden. Internationell berömmelse uppnådde han genom att, tillsammans med Halfdan Hopstock och Ove Vangensten, utge Leonardo da Vincis Quaderni d'Anatomia i 6 folioband (1911–1916), ett arbete, som belönades med guldmedalj i Leipzig, och som överallt i den vetenskapliga världen väckte det största uppseende, på grund av att det där för första gången, trots flera försök, föreligger en faksimilutgåva med läsning och översättning av den i spegelskrift skrivna texten till de i Windsor bevarade anatomiska teckningar, som Leonardo hade efterlämnat.